# Dorische Hexapolis
Die dorische Hexapolis war in der Antike ein Städtebund von sechs dorischen Städten bestehend aus Kos auf der gleichnamigen Insel (Kos); Knidos und Halikarnassos in Karien sowie Lindos, Ialysos und Kameiros auf Rhodos. Der Zusammenschluss erfolgte wahrscheinlich im 7. Jahrhundert v. Chr. unter dem Einfluss des Ionischen Bundes und in bewusster Konkurrenz zu diesem.
Herodot zufolge wurde Halikarnassos ausgeschlossen, da ein Bürger der Stadt namens Agasikles als Sieger bei den Triopia den als Preis ausgesetzten bronzenen Dreifuß nicht wie üblich sofort dem Tempel stiftete, sondern nach Hause nahm und an die Wand hängte. Die Triopia waren der im Bundesheiligtum der Hexapolis in Triopion nahe Knidos ausgetragene Agon zu Ehren Apollons. Der tatsächliche Grund für den Ausschluss von Halikarnassos dürfte darin gelegen haben, dass der karische und vor allem ionische Einfluss in dieser Stadt zu groß waren und mit einem auf Exklusivität der Stammeszugehörigkeit bedachten dorischen Zusammenschluss auf Dauer unvereinbar gewesen wären.
Der Bund der verbliebenen fünf Städte wird als Dorische Pentapolis bezeichnet.